# サテライト福島
サテライト福島（サテライトふくしま）は、福島県福島市瀬上町にある競輪場外車券売場である。
本項では併設されているボートレースの場外発売場のボートレースチケットショップ福島（ボートレースチケットショップふくしま）と、2014年4月20日に開設された地方競馬場外勝馬投票券発売所のニュートラック福島（ニュートラックふくしま）についても記述する。

## サテライト福島
サテライト福島は、いわき平競輪場の車券を中心に販売しているが、他にも全国の特別や記念、一部のナイター競走などの車券も発売している。最大3場発売をする

## ボートレースチケットショップ福島
ボートレースチケットショップ福島は、サテライト福島の2階売場を改装する形で2011年6月15日にオープンした。ボートレースと競輪の相互発売施設としては全国で5場目となる。主にボートレース桐生のレースのほか、SG・全国のGIやモーニング（一部）やナイターレースなど、最大8場96レースを発売する。

## ニュートラック福島
ニュートラック福島は、サテライト福島の3階売場を改装する形で2014年4月20日にオープンした。主に大井競馬場を中心とした南関東公営競馬の全競走と、岩手競馬の全競走と、全国の地方競馬の一部の競走を発売する。
2024年5月18日に「J-PLACE福島」を開設した。発売日は全ての開催日の全場後半4レースであるが、2025年8月23日より発売レースを各場全競走に拡大される予定である。

## 施設概要
3階建てで、1階が競輪フロア、2階がボートレースフロア、3階が競馬フロア、競輪・ボートレース特別観覧席となっている。また1階インフォメーションにて売店なども設置されている。
- 収容人数 - 1100人
- 駐車場 - 四輪・二輪含め613台（無料）

サテライト福島
- 無料一般席222席（1F）・特別観覧席（3F・1000円～3000円）
- 自動発売機2台・自動発払機5台・有人発払3窓
- １階にてチャリロトプラザ併設

ボートレースチケットショップ福島
- 無料一般席98席（2F）・特別観覧席（3F・1000円～3000円）
- 自動発売機2台・自動発払機5台・有人発払3窓

ニュートラック福島
- 無料一般席192席（3F）
- 自動発売機1台・自動発払機4台・有人発払1窓

サテライトは全賭式、ボートレースチケットショップは2連勝・3連勝・拡大連の計5種類、ニュートラックでは岩手競馬場外時は枠連単を除く8掛式（単勝・複勝・枠複・馬複・ワイド・馬単・3連複・3連単）、また南関東場外時は枠連単も含む9掛式が発売されている。なお、他場発売（併売）の場合は、各主催者の発売掛式に準ずる。

## アクセス
福島市の国道4号北側、伊達市との市境に位置している。
- 東北自動車道福島飯坂インターチェンジより車で10分。
- 東日本旅客鉄道（JR東日本）東北本線伊達駅下車、徒歩で約20分。
- 福島駅東口バスターミナルより福島交通路線バス田町停留所下車すぐ（福島駅より1時間2本以上）。

なお福島競馬場も国道4号沿いの南方に位置しており、車や路線バスでの移動は容易になっている。